# Celiprolol
Celiprolol, (łac. Celiprololum) - kardioselektywny lek należący do grupy β1-blokerów trzeciej generacji.
Częściowy selektywny agonista receptora β2, wywiera obwodowe działanie hamujące receptor α2 i przyczynia się do uwalniania EDRF.
Wykazuje słabe działanie naczynio rozszerzające i rozszerzające oskrzela ze względu na wewnętrzną aktywność sympatykomimetyczną w stosunku do receptora β2.

## Wskazania
- nadciśnienie tętnicze
- choroba niedokrwienna serca

## Przeciwwskazania[1]
- wolna akcja serca (<50 uderzeń/min)
- zaburzenia przewodzenia w sercu
- ciężka niewydolność serca
- niskie ciśnienie tętnicze
- nieleczona cukrzyca
- uczulenie

W przypadku astmy i skłonności do stanów skurczowych oskrzeli powinien być stosowany ostrożnie. Lek może nasilać dolegliwości bólowe w chorobach naczyń obwodowych. Niewskazane jest stosowanie go u kobiet w ciąży i podczas karmienia piersią. Nie zaleca się podawania leku dzieciom.

## Preparaty handlowe
Przykładowe preparaty handlowe: Celipres 100, Celipres 200.